# Palio gracilis
Palio gracilis is een slakkensoort uit de familie van de Polyceridae. De wetenschappelijke naam van de soort is, als Triopa gracilis, voor het eerst geldig gepubliceerd in 1971 door Pease.